# Венсенская пагода
Венсенская пагода — один из буддийских центров Парижа, представляющий собой комплекс из 3 зданий на территории в 8 000 м² на берегу озера Домениль в Венсенском лесу. Два основных здания комплекса не принадлежат какой-либо отдельной религиозной традиции и какому-либо религиозному главе; ими пользуются различные буддийские организации Парижской агломерации.

## Описание
Два основных здания комплекса имеют историко-культурное значение: это построенные по проекту архитектора Луи-Ипполита Буало для Колониальной выставки 1931 года павильоны Камеруна и Того, выполненные, чтобы представить традиционную архитектуру Африки.
Данный комплекс был создан как штаб-квартира Международного буддийского института, основанного в 1969 году Жаном Сентени (1907—1978). 
Основное здание Венсенской пагоды — павильон Камеруна. Он был реконструирован и превращён в молитвенный зал в 1977 году. В нём располагается покрытая сусальным золотом статуя Будды более 9 футов высотой, которую пресса называет «крупнейшей в Европе».
Павильон Того находится на реставрации, проводимой городом Парижем. После реставрации в нём планируется разместить библиотеку книг различных буддийских традиций. 
Третьим зданием комплекса является построенный между 1983 и 1985 тибетский буддийский центр традиции Кагью, Кагью-Дзонг, основанный Калу Ринпоче.
Венсенская пагода расположена по адресу Route de Ceinture-du-Lac-Daumesnil, дом 40, XII округ Парижа. Поблизости от Венсенской пагоды расположена станция метро Порт-Доре.

## Галерея

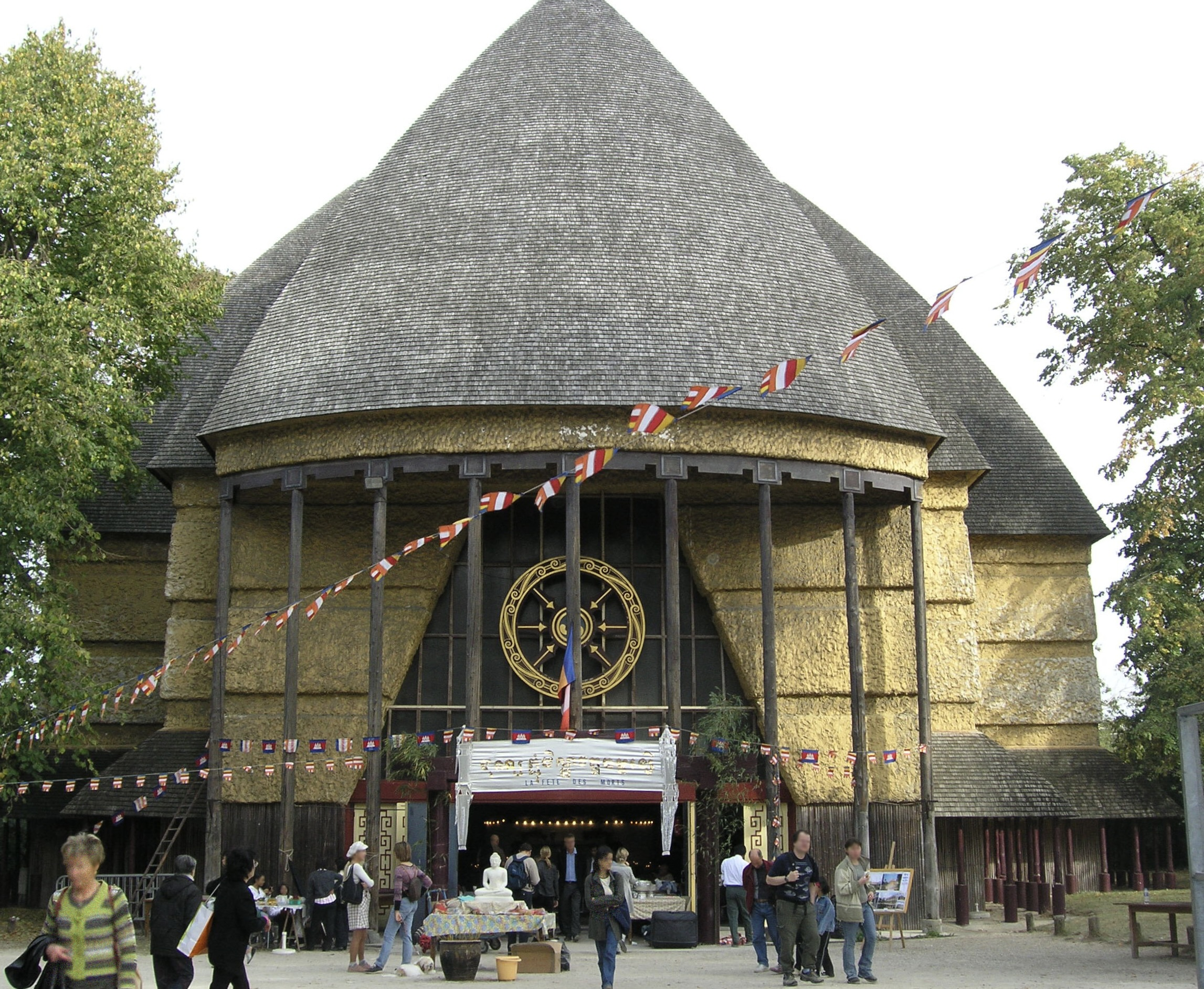
Главное здание Венсенской пагоды.
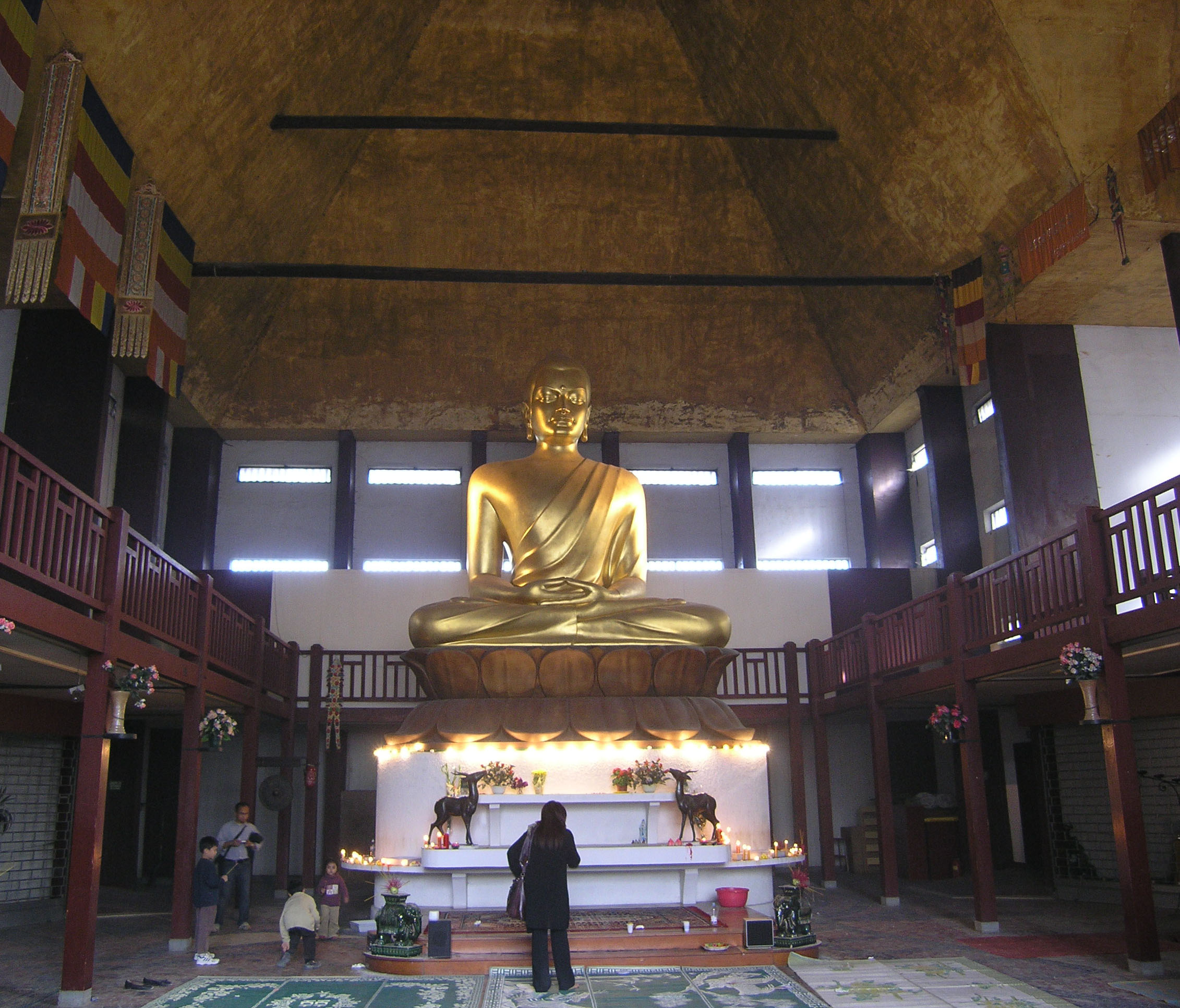
Статуя Будды в Венсенской пагоде.